# Circonscription de Kibre Menigist
La circonscription de Kibre Menigist est une des 177 circonscriptions législatives de l'État fédéré Oromia, elle se situe dans la Zone Guji. Son représentant actuel est Bogale Dukele Godena.